# Svenne & Lotta
Svenne & Lotta (eller "Sven & Charlotte" i vissa länder) var en popduo bestående av Svenne Hedlund och Lotta Hedlund. 
Svenne och Lotta möttes 1966 då han var sångare i den svenska popgruppen Hep Stars och Charlotte Walker, som hon hette på den tiden, var på turné i Sverige med tjejtrion Sherrys från USA. Svenne och Charlotte blev kära i varandra och hon bröt upp från sin familj i USA och flyttade till Sverige. Lotta blev medlem i Hep Stars våren 1968, och första skivsuccén med Svenne och Lotta som frontfigurer i Hep Stars blev "Let it be me" samma år. Som duo medverkade Svenne & Lotta i Melodifestivalen 1975 med sången "Bang en boomerang" som slutade på tredje plats, men blev en hit när duon lanserades internationellt, bland annat i Nya Zeeland och Nederländerna.
I Melodifestivalen 2000 gjorde de comeback som refrängsångare i melodin "Bara du och jag" med Balsam Boys. Bidraget slutade på sjunde plats, men låten spelades mycket i radio. De gjorde också ett framträdande som pausunderhållning i Melodifestivalen 2005, då de sjöng "Bang-A-Boomerang" med text på engelska.
Svenne & Lotta fortsatte länge att spela in skivor. Framförallt har det släppts samlingar med både nya och gamla inspelningar i Danmark, där gruppen också var populär. År 2014 uppgav Lotta Hedlund i en tidningsintervju att hon och Svenne slutat göra musik tillsammans, och samma år ansökte de om skilsmässa. De hade då varit gifta sedan 1969.
Duon gav ut skivor på svenska, engelska och danska.

## Diskografi
Album
- (1970) – Compromise
- (1971) – Tillsammans
- (1973) – Oldies but Goodies
- (1973) – Svenne & Lotta med Hep Stars
- (1975) – 2
- (1976) – Letters
- (1977) – 20 Golden Hits
- (1978) – Bring it on Home
- (1980) – Rolls-Royce
- (1980) – Det är en härlig feeling
- (1997) – The Very Best of Svenne & Lotta
- (2002) – Tio gyllene år 1973–1983

Singlar
- 1969 – Speedy Gonzales / Let It Be Me
- 1970 – Små små ord / Världen e nog som den e
- 1972 – Peter Pan / Blunda Lite Grann Och Dröm
- 1973 – Be My Baby / Ginny Comeback Lately
- 1973 – Breakin' Up Is Hard to Do / The Dreamer
- 1973 – Sandy / Makin' Love
- 1974 – Dance (While the Music Still Goes On) / He Is Your Brother
- 1975 – Bang-A-Boomerang / Roly-Poly Girl
- 1975 – Bang-A-Boomerang / Roly-Poly-Girl (som Sven & Charlotte)
- 1975 – Bang en boomerang / Kom ta en sista dans med mej – Dance (While The Music Still Goes On)
- 1976 – Extra Extra (Read All About It) / Changes
- 1976 – Funky Feet / Rocky
- 1979 – Can't Stop Myself / Where Were You
- 1980 – All Day in Love / När dagen försvinner
- 1981 – Om jag fick leva om mitt liv / När jag behövde dig mest
- 1982 – Här är min symfoni / Bara du